# SAGAサンライズパーク陸上競技場
SAGAサンライズパーク陸上競技場（さがサンライズパークりくじょうきょうぎじょう）は、佐賀県佐賀市のSAGAサンライズパーク内にある陸上競技場。球技場としても使用される。施設は佐賀県が所有し、電通グループを中心とした特定目的会社である株式会社SAGAサンシャインフォレストが指定管理者として運営管理を行っている。愛称はSAGAスタジアム（略称SAGAスタ）。
1970年に佐賀県総合運動場陸上競技場（さがけんそうごううんどうじょうりくじょうきょうぎじょう） として開場し、2019年に現在の名称に改められた。

## 概要
1976年に佐賀県で開催された第31回国民体育大会夏季・秋季大会（若楠国体）のメイン会場として1968年から整備事業が開始され、1970年に竣工した、日本陸上競技連盟第2種公認陸上競技場。
1994年からはジャパンフットボールリーグ所属のPJMフューチャーズ（翌年より鳥栖フューチャーズ、1997年消滅）が、1996年6月に鳥栖スタジアムが完成するまでの間、暫定ホームスタジアムとして使用。それに伴い照明設備の設置とバックスタンドの座席化を行った。また1998年には大型映像装置も設置された。2007年7月28日に行われた平成19年度全国高等学校総合体育大会の開会式会場となった。
2011年5月からメインスタンドの耐震工事を軸とした改修工事が行われた。主な改修内容としては耐震化の他に、メインスタンド座席の個席化と大型映像装置のLED化、ユニバーサルデザインの導入など。総事業費は約12億4000万円で、2012年4月に完了した。
日本プロサッカーリーグに加盟するサガン鳥栖が不定期にホームゲームを開催することがあるほか、練習場としても使用している。2012年まではホームスタジアムの鳥栖スタジアムが芝の張替えのため使用できない毎年10月頃に開催されていた。サガン鳥栖がJ1に昇格した2012年シーズンでもリーグ戦3試合が開催された。同競技場でのJ1相当の試合は、1995年10月7日開催のNICOSシリーズ（年度後期）15節・ガンバ大阪対名古屋グランパスエイト（1-2名古屋勝利）以来、17年ぶりであった。
設備が老朽化していることに加え、佐賀県で開催される次期国体（2024年に「第78回国民スポーツ大会」として開催が決定）が開催可能な日本陸連第1種公認を得られないため、雨天練習場の整備や走路の改修、諸室等の整備と、第2競技場の日本陸連第3種公認に向けた全面リニューアルを実施することが決まっており、2018年11月1日に県が決定した「SAGAサンライズパーク（仮称）施設計画」 において、「SAGAスタ」（仮称）の愛称が与えられている。
2019年6月1日から佐賀県総合運動場・佐賀県総合体育館を含めたエリアの名称として「SAGAサンライズパーク」を使用することになり、2019年6月1日から正式名称が「SAGAサンライズパーク陸上競技場」となっている。
国スポに向けたリニューアル工事は2022年までに実施され、400mトラックを9レーンに増設、全天候型雨天走路を6レーン新設し、天然芝の全面張り替えと照明設備のLED照明化などを実施。2022年5月26日にリニューアルオープンした。同年8月1日付けでワールドアスレティックス（旧・世界陸連）クラス2の認定を受けた。

## 施設
日本陸上競技連盟第1種公認の全天候型舗装トラック8レーンを有する。
大型映像装置は1998年に新設、2012年にリニューアルされた。当初はサッカー・ラグビー用の手書きパネル式スコアボードがバックスタンド中央部分にあったが、大型映像装置設置後は使わない事があった。現在は手書きパネルは撤去されている模様。
ナイター設備は1995年に新設。4基の照明柱が各コーナーに立つ。
スタンドは17,000人程度収容で、コーナースタンド全部とバックスタンドの一部が芝生席。2012年のリニューアルでメインスタンドの座席はすべて個別席に改められた。サガン鳥栖の公式戦では、規定により芝生席を定員とカウント出来ないため、バックスタンドの両端がサポーター席に割り当てられている。

## 開催された主な大会・試合
鳥栖フューチャーズ・サガン鳥栖の公式戦や陸上競技の地方大会を除く。
- 1976年9月19日 - 第31回国民体育大会（若楠国体）
- 1992年6月28日 - プロサッカーホームタウン誘致委員会設立記念試合「PJMフューチャーズ対鹿島アントラーズ」
- 1994年2月27日 - 日本・ブラジル国際親善サッカー「PJMフューチャーズ対SCインテルナシオナル」
- 1995年10月7日 - Jリーグ・ニコスシリーズ第15節「ガンバ大阪対名古屋グランパスエイト」（佐賀で初のJリーグ公式戦）
- 1995年12月10日 - 第75回天皇杯全日本サッカー選手権大会2回戦「セレッソ大阪対鹿島アントラーズ」
- 2007年7月28日 - 平成19年度全国高等学校総合体育大会（2007青春・佐賀総体）
- 2012年6月23日 - なでしこリーグカップAグループ第1節「福岡J・アンクラス対INAC神戸レオネッサ」
- 2012年10月10日 - 第92回天皇杯全日本サッカー選手権大会3回戦「カマタマーレ讃岐対浦和レッドダイヤモンズ」
- 2013年4月7日 - さが桜マラソン2013（佐賀県内初のフルマラソン大会）

## 交通
- JR佐賀駅からサンライズストリート経由、徒歩約20分
- 佐賀駅バスセンターから佐賀市営バス「自動車試験場・運転免許センター行き」（尼寺・金立線）または昭和バス「中極経由小城行き」（中極線）で「SAGAサンライズパーク（市文化会館前）」下車[13][14]
- 長崎自動車道佐賀大和ICより国道263号を南下、自動車で約6km（約12分）

## 施設画像

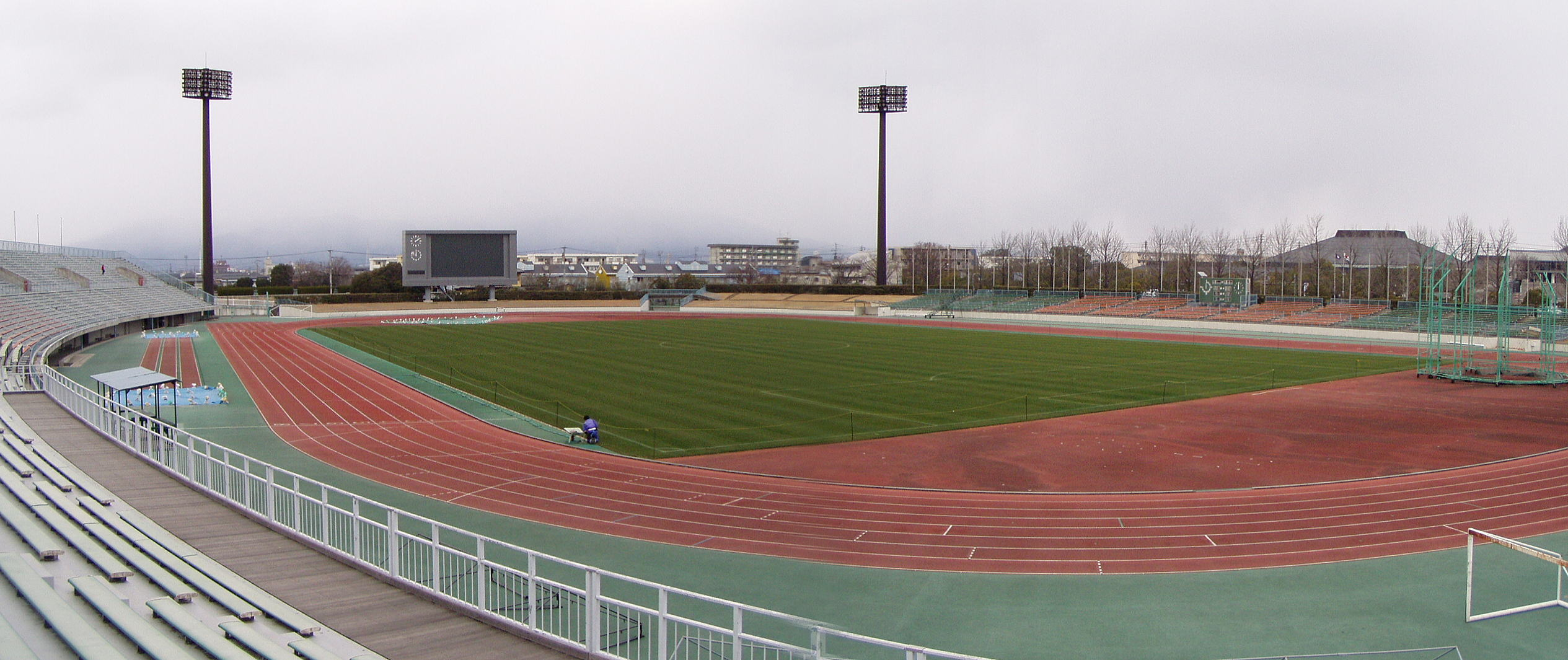
スタジアム内部（2004年）
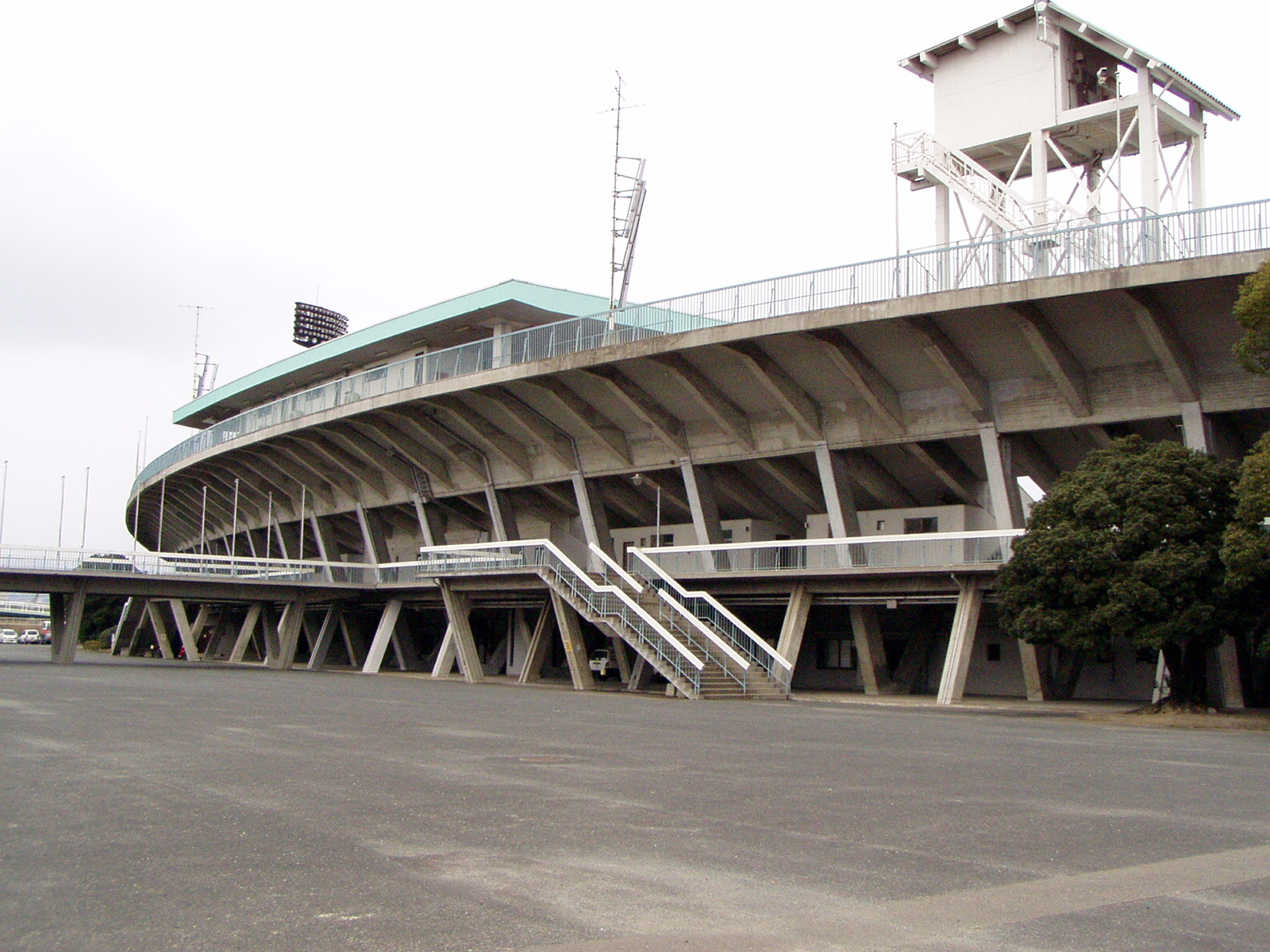
メインスタンド外観（2004年）